# Renmark
Renmark é uma cidade localizada na área rural de Riverland, na Austrália Meridional. De acordo com o censo australiano de 2016, a população era de 4.634 habitantes.